# Triviotartessus hastus
Triviotartessus hastus är en insektsart som beskrevs av Evans 1981. Triviotartessus hastus ingår i släktet Triviotartessus och familjen dvärgstritar. Inga underarter finns listade i Catalogue of Life.